# Ugličko umjetno jezero
Ugličko umjetno jezero (rus. У́гличское водохрани́лище) je akumulacijski bazen u gornjem dijelu rijeke Volge, formiran branom hidroelektrane izgrađene 1939. godine u gradu Ugliču. Nalazi se u Tverskoj i Jaroslavljskoj oblasti u Rusiji. Ugličko umjetno jezero ima površinu od 249 km², a srednji obujam vodene mase od 1,24 milijarda prostornih metara. Dugo je 143 km, s najvećom širinom od 5 km, prosječne dubine 5 m (s najvećom dubinom zaokruženoj na 23 m).
Uglički akumulacijski bazen je izrađen radi poboljšanja prometa, energetike i vodoopskrbe. Također sezonski regulira istjeka. Gradovi Uglič, Kaljazin i Kimri se nalaze na obali Ugličkog umjetnog jezera.
Kad se izgradilo branu kojom se stvorilo ovo umjetno jezero, potopilo se samostan iz 15. stoljeća u Ugliču i samostan iz 16. stoljeća u Kaljazinu.

## Vanjske poveznice
|  | Zajednički poslužitelj ima još gradiva o temi Ugličko umjetno jezero |